# Kaczerajno
Kaczerajno – jezioro i zachodnia zatoka jeziora Seksty, będącego właściwie zatoką jeziora Śniardwy. Położone w warmińsko-mazurskim, w powiecie piskim, w gminie Pisz.
Zatoka oddzielona od jeziora Śniardwy Półwyspem Zagon. Najdalej wysunięta część półwyspu pojawia się na mapach pod własną nazwą Kaczor.
Zatoka Kaczerajno ma brzegi w większości podmokłe, porośnięte trzciną oraz roślinnością przybrzeżną i trudno dostępne. W odległości 5-15 metrów od brzegu teren podnosi się i od tego miejsca występują ekosystemy typowe dla (Puszczy Piskiej). 

## Turystyka
Zatoczka znajduje się na uboczu mniej popularnego szlaku z Mikołajek przez Śniardwy i Kanał Jegliński do Piszu. W kilku miejscach brzeg jest bardziej dostępny dla żaglówek, szczególnie przy bindudze na południowym brzegu zatoki. Miejsca postojowe na zatoce mogę być przystankiem dla chcących zwiedzać Puszczę Piską. Niedaleko jest stąd do miejscowości Karwik.